# يوتو ناغاتومو
يوتو ناغاتومو (長友 佑都 Nagatomo Yūto) من مواليد 12 سبتمبر 1986 في مدينة سايجو، محافظة أيهيمي في اليابان، لاعب كرة قدم ياباني يلعب حاليا لصالح نادي طوكيو الياباني منذ 2021 بعد 10 مواسم قضاها في الدوريات الأوربية أبرزها إنتر ميلان الإيطالي و غلطة سراي التركي ، ويلعب في مركز الظهير الأيسر/الأيمن.

## مسيرته الكروية
في اليابان:
في إيطاليا:
- وقع يوتو سنة 2010 على عقد مع نادي تشيزينا في مركز الظهير الأيسر، وبعد تأديته نصف موسم ممتاز في تشيزينا وبعد مشاركته مع المنتخب الياباني في كأس العالم 2010 وكأس آسيا 2011 والتي توج بها وقع عقدا كاملا مع نادي تشيزينا ولكنه سرعان مانتقل إلى نادي إنتر ميلان على سبيل الإعارة مقابل ديفيد سانتون الذي هبط مستواه، ليصبح أول لاعب ياباني يلعب في تاريخ «النيرازوري». وشارك ناغاتومو في أول مباراة له مع كتيبة الأفاعي ضد منافس عنيد هو نادي روما في الدوري الإيطالي والتي فاز بها الإنتير ب5-3.

## الأهداف الدولية
| #  | التوقيت        | المكان                                   | المنافس   | النتيجة | الحصيلة | المسابقة                          |
| -- | -------------- | ---------------------------------------- | --------- | ------- | ------- | --------------------------------- |
| 1. | 13 نوفمبر 2008 | ملعب كوبي، كوبي، اليابان                 | سوريا     | 1–0     | 3–1     | مباراة ودية (كأس تحدي كيرين 2008) |
| 2. | 31 ماي 2009    | الملعب الوطني الأولمبي، طوكيو، اليابان   | بلجيكا    | 1–0     | 4–0     | كأس تحدي كيرين 2009               |
| 3. | 08 أكتوبر 2009 | ملعب نيهوندايرا، شيزوكا، شيزوكا، اليابان | هونغ كونغ | 2–0     | 6–0     | تصفيات كأس آسيا 2011              |

## الإنجازات
- مع المنتخب
  - كأس آسيا (1):
    - البطل: 2011.

  - كأس تحدي كيرين (2):
    - البطل :2008، 2009.

## روابط خارجية
- يوتو ناغاتومو على موقع الاتحاد الدولي (مؤرشف)  (الإنجليزية)
- يوتو ناغاتومو على موقع الاتحاد الأوربي (الإنجليزية)
- يوتو ناغاتومو على موقع اتحاد تركيا (لاعب) (الإنجليزية)
- يوتو ناغاتومو على موقع رابطة كرة القدم اليابانية للمحترفين (اليابانية)
- يوتو ناغاتومو على موقع إي إس بي إن إف سي (الإنجليزية)
- يوتو ناغاتومو على موقع قاعدة بيانات كرة القدم.إي يو (الإنجليزية)
- يوتو ناغاتومو على موقع ليكيب (الفرنسية)
- يوتو ناغاتومو على موقع ناشيونال فوتبول تيمز (الإنجليزية)
- يوتو ناغاتومو على موقع Soccerbase.com (لاعب) (الإنجليزية)
- يوتو ناغاتومو على موقع Soccerway.com (الإنجليزية)